# チャールズ・ヘフェロン
チャールズ・アーチャー・ヘフェロン（Charles Archer Hefferon、1878年7月18日 - 1931年3月15日）は、南アフリカ連邦の陸上競技選手である。1908年に開催されたロンドンオリンピックのマラソン競技で銀メダルを獲得した。

## 経歴
ヘフェロンは1878年にイングランドのバークシャーで生まれ、ボーア戦争が終結した後に南アフリカへ移民した。彼は刑務所の看守として働いていた。
1908年のロンドンオリンピックでは南アフリカの代表として、マラソンと5マイル走 に出場した。このオリンピックでのマラソン競技は、イタリア代表だったドランド・ピエトリの劇的なゴールシーンとその顛末（ドランドの悲劇）でよく知られている。ヘフェロンは、レース終盤のゴールまで残り1マイル半（2.4km）の時点でもリードを保っていたが、シャンパンを受け取って飲み、さらに彼を元気付けようとした観衆の1人に背中を叩かれた後、足がもつれて倒れてしまった。へフェロンはピエトリとアメリカ合衆国代表のジョニー・ヘイズの2人に抜かれて3番目にゴールすることになったが、ピエトリが係員の助けを得てゴールしたことが原因で失格となったため、銀メダリストになった。
なお、5マイル走競技では予選を26分5秒0の記録で2位通過した後、25分44秒0の記録で4位に入っている。